# Fabien-Zoël Decelles
Fabien-Zoël Decelles, né le 22 mai 1870 à Saint-Damase (Québec) et mort le 27 novembre 1942 à Saint-Hyacinthe (Québec), est un prélat québécois, septième évêque de Saint-Hyacinthe de 1924 à 1942.

## Biographie

### Formation
Fils de Fabien Decelles, commerçant, et de Mélina Dupont, Fabien-Zoël naît le 22 mai 1870. Après avoir effectué ses études classiques et théologiques au Séminaire de Saint-Hyacinthe, le 4 août 1895, il est ordonné prêtre ar Mgr Maxime Decelles, alors coadjuteur du diocèse.
De 1895 à 1898, il exerce la fonction de professeur du Séminaire de Saint-Hyacinthe. D'octobre 1898 à août 1900, il poursuit ses études à l'Institut catholique de Paris. Il revient, de 1900 à 1913, au Séminaire de Saint-Hyacinthe où il travaille de nouveau en tant que professeur.

### Ministères
Parallèlement à son professorat, il exerce la fonction de préfet des études, de 1901 à 1920. D'octobre 1904 à juin 1913, il est vice-supérieur puis il est nommé supérieur du Séminaire de Saint-Hyacinthe et restera à ce poste jusqu'au 2 mars 1920, date à laquelle il devient vicaire général du diocèse. En 1914, il est nommé chanoine titulaire de la Cathédrale de Saint-Hyacinthe et le demeure jusqu'en mai 1924.
À la suite du décès de Mgr Bernard le 17 juin 1923, il est nommé vicaire capitulaire, c'est-à-dire administrateur du diocèse jusqu'à la nomination d'un nouvel évêque, par le pape Pie XI. Le 14 mars 1924, il est élu évêque du diocèse de Saint-Hyacinthe. Il reçoit la consécration épiscopale, le 22 mai 1924 en la Cathédrale de Saint-Hyacinthe, des mains du délégué apostolique du Canada, Mgr Pietro di Maria.
Lors de son épiscopat, Mgr Decelles dénonce les maux, comme l'injustice et l'ivrognerie, qu'il veut combattre y voyant une menace à la fois pour le bien spirituel des fidèles ainsi que pour l'Église. Pour contrer ces abus, il fait appel aux mouvements spirituels, en particulier le Tiers ordre franciscain qu'il encourage à se répandre dans toutes les paroisses du diocèse afin d'y soutenir la vie spirituelle et les bonnes mœurs.
Un an après son arrivée à la tête du diocèse, il crée les vicariats forains, ancêtres des régions pastorales actuelles. C'est également lui qui instaure la cause du Bienheureux Louis-Zéphirin Moreau le 19 décembre 1928.
Mgr Decelles meurt dans la soirée du 27 novembre 1942 à Saint-Hyacinthe à l'âge de 72 ans.